# Iwan von Gloeden
Iwan von Gloeden, mitunter auch von Glöden (* 18. Oktober 1815 in Wismar; † 4. September 1850 ebenda) war ein deutscher Rechtswissenschaftler und konservativer Publizist.

## Leben
Iwan von Gloeden stammte vermutlich aus einem mecklenburgischen Zweig des ursprünglich in Brandenburg beheimaten Stamms des Adelsgeschlechts von Gloeden. Er war vermutlich ein Sohn des gleichnamigen Offiziers Iwan von Gloeden († 1. Mai 1825). Der Fotograf Wilhelm von Gloeden war sein Neffe. 1827 und 1830 wird Iwan von Gloeden als minderjähriger Empfänger von Zuwendungen der Wismarer Totencasse erwähnt.

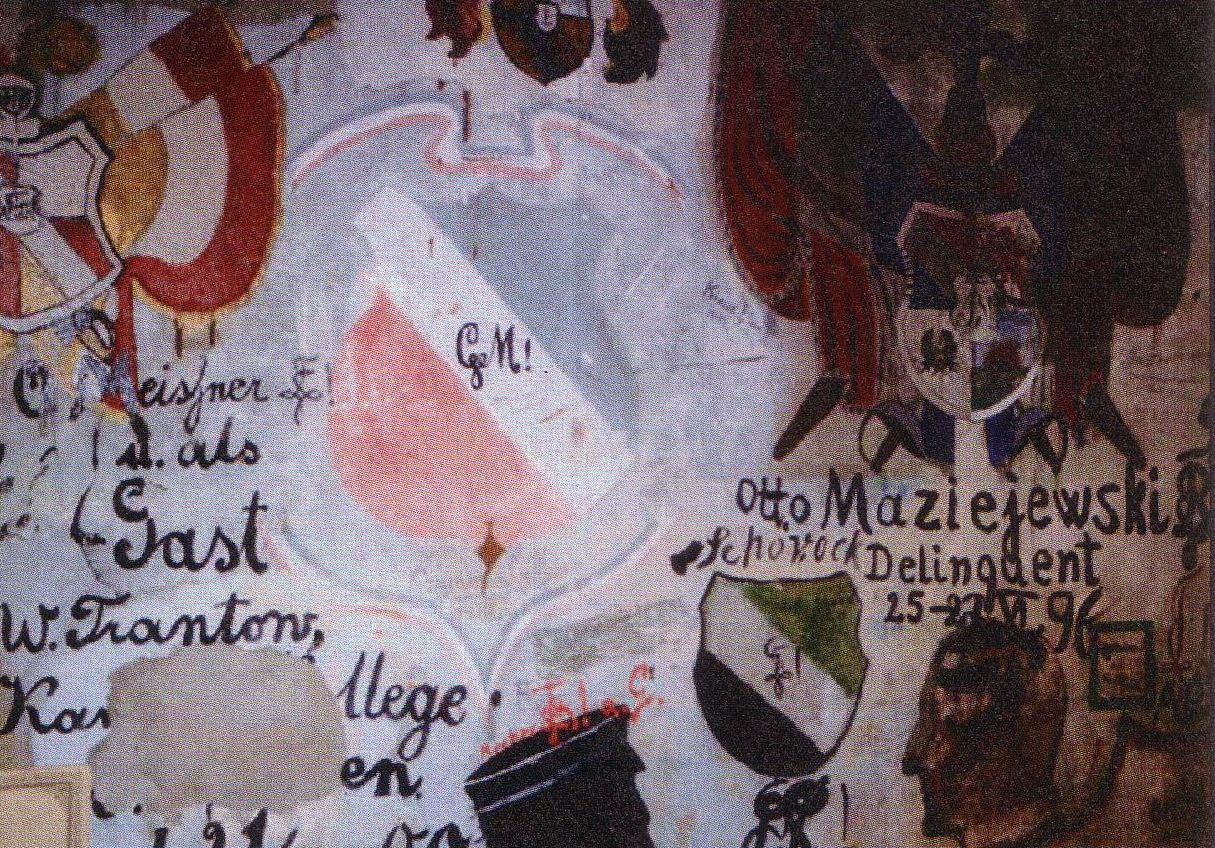
Karzer in Greifswald

Er studierte Rechtswissenschaften an der Universität Greifswald. 1837 kam es hier zu einer Untersuchung gegen den stud. jur. von Gloeden und Konsorten wegen eines Duells, die mit der Strafe Consilium abeundi und Karzer endete. Offenbar musste er die Universität aber trotz dieses Urteils nicht verlassen, denn wenige Monate später findet sich eine Untersuchung gegen die stud. med. Hermann Bein, stud. med. Friedrich Ritter und Konsorten wegen Beleidigung des stud. jur. Iwan von Glöden und sonstigen Unfugs. Er wurde in Greifswald zum Dr. jur. promoviert, habilitierte sich 1843 an der Universität Rostock mit einer kommentierten Ausgabe der juristischen Stellen aus Aulus Gellius und wurde hier Privatdozent.
In Rostock kam von Gloeden in Kontakt mit der mecklenburgischen Ritterschaft und wurde in die tiefgreifende Auseinandersetzung um die Zugehörigkeit der bürgerlichen Gutsbesitzer zur Ritterschaft hineingezogen. In seiner Schrift Die Wählbarkeit zu einem Deputirten der Ritterschaft in den Engern-Ausschuß der Herzogthümer Mecklenburg vertrat er vehement die Auffassung, dass diese und damit die Teilhabe an der Mitregierung der Stände den adligen Vertretern der Ritterschaft vorbehalten sei. Die Ritterschaft revanchierte sich damit, dass sie ihm 1846 den Erwerb des Lehnsgutes Hohenkirchen, das kleinste Rittergut im Lande, ermöglichte, womit er landstandsfähig wurde und Sitz und Stimme auf dem mecklenburgischen Landtag erhielt – und sie sich seiner persönlichen Dialektik auf den Landtagen versichern konnte.
John Brinckman kommentierte dies in bissiger Weise so:

... Ach, ich versteh mich genauso schlecht wie Sie
Auf all derlei Geschichten
Die Herrn Landessyndici
die mögen uns berichten
Du weißt, die Leute reden
So manches in den Dunst, –
Ward wirklich den von Glöden
 Landstand durch Adelsgunst?
Ach, ich versteh mich genauso schlecht wie Sie
Auf all derlei Geschichten
Die Herrn Landessyndici
die mögen uns berichten
Ist Hohenkirchen wirklich,
O sag mir's, schuldenrein
Und bringt das Leben wirklich 
Zehntausend Taler ein? 
Ach, ich ...
Ab Januar 1846 fungierte von Gloeden als Herausgeber und Chefredakteur für das aus ritterschaftlichen Kreisen finanzierte Politisch-praktische Wochenblatt für Mecklenburg. Dies war „das erste politische Parteiblatt und das erste konservative Organ in Mecklenburg“. Im Mai 1848 musste er aus Krankheitsgründen die Redaktion aufgeben. Die Zeitung ging ein, fand aber 1849 im von seinem Schwager Friedrich Maassen und Franz Chassot von Florencourt herausgegebenen Norddeutschen Correspondenten einen Nachfolger.
Wie sein Schwager Friedrich Maassen konvertierte Iwan von Gloeden zur römisch-katholischen Kirche.
Er war bis 1849 Mitglied des Vereins für Mecklenburgische Geschichte und Altertumskunde.
Vor 1847 heiratete er die Französin Josephine Clemence Everaere (oder Everaexe). Das Paar hatte zwei Söhne: Hermann Carl Clemens Henning (* 14. Januar 1847 in Rostock, † 29. April 1913 in Jenkintown, Pennsylvania) sowie Iwan Carl Maria (* 16. Februar 1848 in Rostock, † nach 1885).
Nach Iwan von Gloedens Tod wurden seine minderjährigen Söhne im November 1851 als Eigentümer von Hohenkirchen anerkannt. Nur einen Monat später verkauften die Vormünder das Gut jedoch an den Forstmeister Otto von der Lühe. Die beiden Söhne kamen nach Parchim, wo August Drechsler, ein Schwager von Friedrich Maaßen und Hermann von Gloeden, bis 1864 Bürgermeister war.
Hermann schlug nach dem Besuch des  Friedrich-Franz-Gymnasiums (Parchim) 1867 die Offizierslaufbahn im mecklenburgischen Grenadier-Regiment Nr. 89, wurde aber schon 1868 verabschiedet und wanderte anschließend in die USA aus. Iwan wurde ebenfalls nach dem Besuch des Gymnasiums Parchim 1868 Offizier im mecklenburgischen Grenadier-Regiment Nr. 89, wechselte allerdings 1881 ins Danziger Infanterie-Regiment Nr. 128 und wurde dort 1885 als Hauptmann verabschiedet.

## Schriften
- Das römische Recht im Ostgothen-Reiche. Eine rechtsgeschichtliche Abhandlung. Frommann, Jena 1843.
- Auli Gellii quae ad ius pertinent. Series prima, tres priores Gellii libros amplex. Pro obtinenda venia legendi in universitate literaria Rostochieni. Leopold, Rostock 1843.
- Die Wählbarkeit zu einem Deputirten der Ritterschaft in den Engern Ausschuß der Herzogthümer Mecklenburg: eine staatsrechtliche Abhandlung. Leopold, Rostock 1843.
- Aus den Acten des vor der Güstrower Canzlei in S. Pogge auf Roggow gegen die Provisoren von Dobbertin wegen Aufnahme einer Tochter des Klägers verhandelten Prozesses: ein Beitrag zur Beurtheilung der die Mecklenburgischen Landesklöster betreffenden Fragen. Leopold, Rostock 1849.
- Zum neuen Jahr 1849. Leopold, Rostock 1849.
- Die Grundzüge einer Gemeindeordnung für Stadt- und Landgemeinden im Großherzogthum Mecklenburg Schwerin beurtheilt. Leopold, Rostock 1849.
- Entgegnung auf die unter dem Titel: An unsere Standesgenossen von den Herren Engel auf Charlottenthal, Domainenrath Satow auf Hägerfelde und Harder auf Knegendorf veröffentlichte Denkschrift. [Rostock, d. 5. Okt. 1849]. Hirsch, Rostock 1849.